# George Conditt IV
George Conditt IV (Chicago, Illinois, 27 de octubre de 1998) es un jugador de baloncesto puertorriqueño que forma parte de la plantilla del Dreamland Gran Canaria de la Liga ACB. Con 2,08 metros de altura juega en la posición de ala-pívot.

## Trayectoria

### Inicios
Es un jugador natural de Chicago, Illinois, formado en la Corliss High School de su ciudad natal, antes de ingresar en 2018 en la Universidad Estatal de Iowa en Ames, Iowa, donde jugaría cuatro temporadas la NCAA con los Iowa State Cyclones, desde 2018 a 2022. 

### Profesional
Tras no ser drafteado en 2022, el 11 de mayo de 2022 firma por los Gigantes de Carolina de la Baloncesto Superior Nacional.
En julio de 2022, disputaría la Liga de Verano de la NBA con los Minnesota Timberwolves.
El 16 de septiembre de 2022, firma con Promitheas Patras B.C. de la A1 Ethniki.
El 10 de octubre de 2023 firmó con los Portland Trail Blazers, pero fue despedido el 21 de octubre. Nueve días después se unió al Rip City Remix de la NBA G League.
El 8 de abril de 2024, regresa a los Gigantes de Carolina.
El 19 de julio de 2024, firma por el Dreamland Gran Canaria de la Liga ACB.

### Selección nacional
Durante agosto y septiembre de 2023 fue integrante de la selección de Puerto Rico que participó en el Mundial de 2023 celebrado en Asia, y que finalizó en decimosegundo lugar.
Entre julio y agosto de 2024 fue parte de la selección absoluta de Puerto Rico, que disputó los Juegos Olímpicos de París, finalizando en decimosegunda posición.